# Frauenwahlrecht

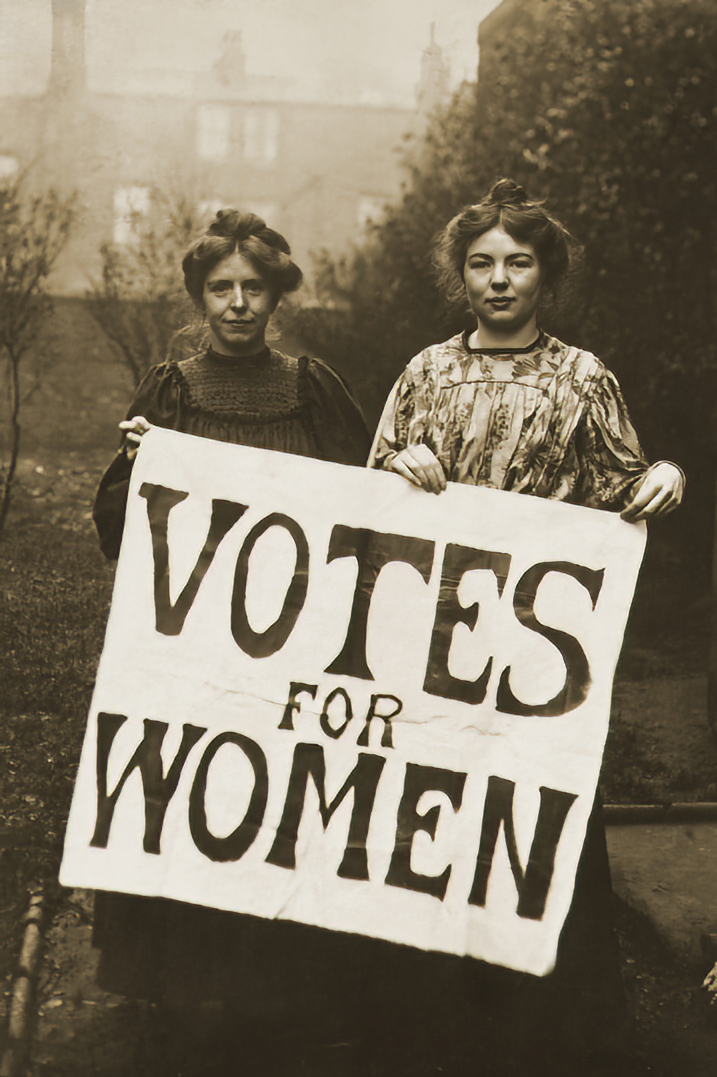
Annie Kenney (links) und Christabel Pankhurst demonstrieren während des Women’s Sunday für das Frauenwahlrecht in Großbritannien (1908)

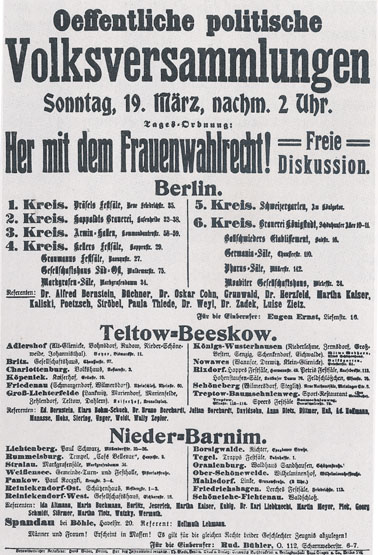
Veranstaltungshinweis zur Forderung nach dem Frauenwahlrecht (ca. 1908)

Frauenwahlrecht bedeutet, dass Frauen eines Landes die Möglichkeit haben, an politischen Abstimmungen aktiv und passiv teilzunehmen. Der Begriff Frauenstimmrecht dagegen bezieht sich dabei nur auf das aktive Wahlrecht. Dem Erlangen des Frauenwahlrechts ging ein langer Kampf der Frauenbewegung voraus, der im 18. Jahrhundert begann.

## Geschichte
Als erste „moderne“ Kämpferin für das Frauenwahlrecht gilt Olympe de Gouges. Sie verfasste im Laufe der Französischen Revolution unter anderem die Erklärung der Rechte der Frau und Bürgerin (veröffentlicht September 1791), wurde zur Zeit der Terrorherrschaft im Sommer 1793 verhaftet wegen Feindschaft zu Robespierre und im Herbst nach kurzem Schauprozess hingerichtet.
Der Weg zum allgemeinen Frauenwahlrecht verlief parallel mit der heftig umkämpften Abschaffung des Zensuswahlrechts für Männer. Nur in wenigen Staaten wurde das allgemeine Wahlrecht für beide Geschlechter zum selben Zeitpunkt eingeführt; so zum Beispiel 1906 im damaligen zu Russland gehörenden Großherzogtum Finnland. Je eher die Männer das uneingeschränkte Wahlrecht bekamen, desto länger mussten die Frauen darum ringen. Frankreich und die Schweiz wurden zu Nachzüglerstaaten, weil sie die ältesten Männerdemokratien Europas waren; ähnlich sah es in Griechenland und Bulgarien aus.
In vielen Staaten sympathisierten die Liberalen mit dem Frauenwahlrecht. Entscheidend aber ist, dass liberale Politiker oft an einem Zensuswahlrecht festhielten und politische Partizipation vom sozialen Stand oder von der Bildung abhängig machten. Entsprechend verlangte die Mehrheit der bürgerlichen Frauen für ihr Geschlecht ebenfalls ein eingeschränktes Wahlrecht. Es ging ihnen in erster Linie um die Aufhebung der Geschlechterbarrieren, wobei ein Teil der Frauenrechtlerinnen dies nur als ersten Schritt ansah, dem das allgemeine Wahlrecht folgen würde.
Jede Seite des politischen Spektrums befürchtete für sich negative Konsequenzen. Sozialisten und Liberale glaubten vielfach, dass vom Stimmrecht der Frauen vor allem die Konservativen und Klerikalen profitieren würden, dagegen beschworen konservative Parteien die Gefahr, dass Frauen mit ihrer Stimme linke und liberale Parteien stärken würden. Zudem sahen sie im Frauenwahlrecht den ersten Schritt zur vollständigen Emanzipation. Dies war auch ein Grund, weshalb sich die Aufhebung der Klassenbarriere eher durchsetzte.

### Zeitliche Einordnung
„Inseln haben oft eigene Regierungssysteme, und in einigen Fällen führte dies zu Systemen, die [Frauen] früher einbezogen als die Festlandgemeinden.“

#### Die Pitcairninseln
„Die Pitcairninseln können für sich in Anspruch nehmen, der erste Ort zu sein, an dem Frauen zu denselben Bedingungen wie Männer wählten. Nach der Meuterei der Mannschaft der Bounty von 1789 auf Tahiti brachten die Meuterer und ihre tahitianischen Mitstreiter das Schiff zur unbewohnten Pitcairninsel. Ihre Nachkommen und mitunter auftauchende Neuankömmlinge lebten weiterhin dort. Man nimmt an, dass es dort keine Regierung gab, bis 1838 ein britischer Kapitän mit der HMS Fly dort an Land ging, die Insel für die britische Krone beanspruchte und die Bevölkerung mit einigen eilig verfassten Regeln zurückließ“. „Die Inselbewohner hatten Kapitän Russel Elliott gedrängt, ihnen eine gewisse Form von Ordnung zu geben, weil sie meuternden Mannschaften von Walfangschiffen ausgeliefert waren, die an Land kamen und damit drohten, die Frauen auf der Insel zu vergewaltigen. Dies bewirkte, dass die Männer ihre Felder vernachlässigen mussten, um sie zu beschützen. Im Schutz der britischen Krone für die 99 Inselbewohner sahen diese die Lösung.“ Nach Elliots Meinung sollten sie „in regelmäßigen Abständen aus ihrer Mitte einen Richter wählen, der als Adressat für die Anweisungen der königlichen Regierung zur Verfügung stünde. Diesem würde [von der britischen Krone] die offizielle Anerkennung verliehen“ „Kapitän Elliott wollte seine Regierung so wenig wie möglich ins Spiel bringen, und die Anordnung einer eigenen Regierung für die Inselbevölkerung war der hierfür beste Weg. Deshalb sagte er, die Insel solle von einem Magistrat regiert werden,“ „der mit Hilfe der freien Wählerstimmen aller auf der Insel Geborenen, Mann oder Frau, die mindestens 18 Jahre alt waren, gewählt werden sollte; zusätzlich von den Personen, die seit fünf Jahren auf der Insel lebten.“ „Damit gab es ein allgemeines Wahlrecht, das nur auf dem dauerhaften Aufenthalt auf der Insel basierte, was das System zu einer fortschrittlichen Form von Demokratie machte. Es war in einer Krisenzeit eingeführt und von einer übergeordneten Macht garantiert worden, die nichts zu verlieren und einen kleinen Gewinn aus ihrem Handeln hatte. Informationen über die Gründe, warum Frauen beim Wahlrecht gleich wie Männer behandelt wurden, gibt es nicht. Doch zweifellos war der Grund, dass sie im Leben der Gemeinschaft bereits eine Rolle spielten; und für das Funktionieren der noch jungen Demokratie war eine gewisse Zahl von Menschen nötig.“

#### Kolumbien und das Wyoming-Territorium
1853 führte Vélez in Kolumbien als erste Stadt der Welt das Frauenwahlrecht ein. Es folgte das Wyoming-Territorium, welches 1869 das Frauenwahlrecht einführte.

#### Die Cookinseln
„Die Südsee war eine beachtliche Wegbereiterin in Sachen Demokratie. [...] In den 1880ern zogen die Cookinseln die Aufmerksamkeit einiger europäischer Großmächte und die der Māoris auf sich. Sie waren Angriffen peruanischer Sklavenhändler ausgesetzt und Ziel der Fahrten neuseeländischer Händler und Missionare. Es gibt Zeugnisse für die Bedeutung von Frauen auf den Inseln: 1890 waren vier der fünf Häuptlinge Rarotongas Frauen, und diese wussten es sehr zu schätzen, dass die britische Marine einer Königin unterstellt war. Dick Scott, der Geschichtsschreiber der Cookinseln, berichtet, wie sie bereits selbst den Titel Königin angenommen hatten; ihre Häuser nannten sie Paläste: „Die an Höfen übliche Schmeichelei wurde auch hier peinlich genau ausgeführt und eine ganze Serie von leicht zu beeindruckenden Touristen und Reiseschriftstellern beschenkten die Menschen zu Hause mit Berichten, wie sie in den königlichen Gemächern empfangen worden waren.“ Dennoch war die Demokratie nicht etwa nur bloßer Schmuck – indem die Häuptlinge von Raratonga nach ihren eigenen Regeln Imperialisten spielten, verpflichteten sie die fremde Macht zu respektieren, dass sie ihr gegenüber mit ihrer königlichen Fahne den Vorrang einnahmen; der Besuch des Oberhäuptlings Makea Takau in Neuseeland 1885 wurde nach den Regeln eines Staatsbesuchs gestaltet.“
Frederick Moss, ein ehemaliges Parlamentsmitglied aus Auckland, der von Neuseeland zum britischen Residenten ernannt worden war, machte die Insel zu einem Teil des Britischen Weltreiches. Ein Zeitgenosse hielt fest: „Er hatte weit reichende Ambitionen, und die Tatsache, dass die Insel bei weitem nicht groß genug war, um sie zu erfüllen, dämpfte seinen Elan.“ Neben anderen Reformen führte Moss ein gewähltes Parlament ein, das auch von Frauen gewählt wurde. Moss schrieb stolz: „Das Parlament der Cookinseln ist das einzige freie Maoriparlament, das man je versucht hat zu errichten.“ „Die utopische Inseldemokratie hätte nur funktionieren können, wenn die Häuptlinge ihre Macht abgegeben hätten; doch die Häuptlinge behielten ihre Macht über ihre Gemeinden und konnten die gewählten Volksvertreter beeinflussen, vor allem, weil Moss' Pläne eines geheimen Wahlrechts unterlaufen wurden.“
„Das allgemeine Wahlrecht wurde offiziell drei Tage nach dem New Zealand Election Act garantiert, aber die Frauen von Rarotonga wählten vor den Neuseeländerinnen, am 14. Oktober 1893.“
„Erstes weibliches Regierungsmitglied war die 1983 ernannte Ministerin für Inneres und das Postwesen Fanaura Kingsone. Marguerite (Margaret) Nora Kitimira Brown Story wurde 1965, noch zu Kolonialzeiten, als erste Frau in das gesetzgebende Gremium (Legislative Assembly) gewählt und war von 1965 bis 1979 und dann wieder 1983 dessen Vorsitzende.“
„Diese Verleihungen des Wahlrechts an Frauen sind Teil einer Machttradition für Frauen angesehener Familien in der Südsee; in diesen Gemeinschaften war es nicht unüblich für Frauen, öffentlich aufzutreten. Das Prinzip, dass Politik oder die Organisation des öffentlichen Lebens, eine männliche Domäne sei und das Haus eine weibliche, die das Frauenwahlrecht in den nördlichen Ländern verdammte, gab es auf Rarotonga (und vermutlich auf vielen anderen Südseeinseln) einfach nicht. Das Kämpfen allerdings war Männern vorbehalten. Dies dezimierte natürlich die männliche Bevölkerung und führte dazu, dass das Gemeindeleben von einer Gemeinschaft mit deutlichem Frauenüberschuss geschultert werden musste. Der Mangel an Informationen über die frühe Regierungszeit in der Südsee spricht für die Richtigkeit der Bemerkung John Markoffs:“ „Die Geschichte der Demokratie ist in hohem Maß der Kreativität von Orten geschuldet, die Historiker kaum erforscht haben.“

#### Weitere Entwicklung
1776 wurde im US-Bundesstaat New Jersey durch Verfassung das Wahlrecht für alle Personen ab einem gewissen Besitzstand eingeführt. Das galt somit auch für Witwen, nicht jedoch für verheiratete Frauen, weil diese nichts besitzen durften; das Wahlrecht wurde 1807 auf Männer eingeschränkt.
Colorado war 1893 der erste Staat, in dem sich Männer in einer Volksabstimmung für das Frauenwahlrecht entschieden haben. 1894 wurden 3 Frauen in das Repräsentantenhaus von Colorado gewählt.
Neuseeland führte bereits 1893 als erste selbstregierte Kolonie das universelle aktive Frauenwahlrecht ein. 1902 folgte das neu gegründete Commonwealth of Australia dem neuseeländischen Beispiel. Damit ist Australien der erste moderne souveräne Staat, der das aktive und passive Frauenwahlrecht eingeführt hat.
Als erstes europäisches Land gab 1906 Finnland mit seiner Landtagsordnung vom 1. Juni Frauen das Wahlrecht. Finnland war damals ein russisches Großfürstentum. Finnland war das erste Land, in dem Frauen nicht nur theoretisch das passive Wahlrecht hatten, sondern auch tatsächlich ins Parlament gewählt wurden. In Dänemark einschließlich Island wurde das Frauenwahlrecht 1915 eingeführt. In Österreich erhielten Frauen das allgemeine Wahlrecht am 12. November 1918 durch das Gesetz über die Staats- und Regierungsform von Deutschösterreich, mit dem dieses sich im Zuge des Zerfalls von Österreich-Ungarn zur Republik erklärte.
Am selben Tag veröffentlichte in Deutschland der Rat der Volksbeauftragten einen Aufruf an das deutsche Volk, in dem diese im Zuge der Novemberrevolution an die Macht gekommene Reichsregierung „mit Gesetzeskraft“ verkündete: „Alle Wahlen zu öffentlichen Körperschaften sind fortan nach dem gleichen, geheimen, direkten, allgemeinen Wahlrecht auf Grund des proportionalen Wahlsystems für alle mindestens 20 Jahre alten männlichen und weiblichen Personen zu vollziehen.“ Kurz darauf wurde das Wahlrecht mit der Verordnung über die Wahlen zur verfassungsgebenden deutschen Nationalversammlung vom 30. November 1918 gesetzlich fixiert. Somit konnten Frauen in Deutschland bei der Wahl zur Deutschen Nationalversammlung am 19. Januar 1919 erstmals auf nationaler Ebene ihr Wahlrecht nutzen. Österreich und Deutschland zählten damit zu den Vorreitern in Europa.
Weltweit war 1919 die Demokratische Republik Aserbaidschan der erste mehrheitlich muslimische Staat mit der Einführung eines Frauenwahlrechts, das den Frauen die gleichen politischen Rechte gab wie den Männern.
Im Juli 1936 votierte die Abgeordnetenkammer Frankreichs einstimmig (475 zu 0) für ein Frauenwahlrecht; der Text wurde aber nicht auf die Tagesordnung der zweiten Kammer (Senat) gesetzt. Erst nach dem Ende der deutschen Besetzung Frankreichs, am 5. Oktober 1944, stimmte die Provisorische Regierung der Französischen Republik dem zu.
1984 kam Liechtenstein als letztes europäisches Land dazu, nachdem zuvor in zwei Volksabstimmungen (1971 und 1973) die Einführung noch abgelehnt worden war.
Seit 2005 haben Frauen in Kuwait das aktive und das passive Wahlrecht, seit 2006 auch in den Vereinigten Arabischen Emiraten. Am 12. Dezember 2015 hatten Frauen in Saudi-Arabien zur Kommunalwahl erstmals das aktive und passive Wahlrecht. Ihnen war jedoch im Wahlkampf z. B. fremdfinanzierte Wahlwerbung verboten. Frauen und Männer mussten in unterschiedlichen Räumen wählen. Die Mehrzahl der saudischen Frauen besitzt allerdings keinen Personalausweis: die Grundvoraussetzung, um wählen gehen zu dürfen. Nach offiziellen Angaben kandidierten neben ca. 6.100 Männern über 860 Frauen, zwanzig von ihnen wurden gewählt.

## Frauenwahlrecht weltweit
Einführung des aktiven Frauenwahlrechts weltweit (gelb = kein Frauenwahlrecht).
Es gilt das Jahr, in dem auf nationaler Ebene für Frauen ohne Ausnahme das gleiche Wahlrecht wie für Männer eingeführt wurde. Siehe Kriterien für die Auswahl des Jahres der Einführung des Frauenwahlrechts für Details.

## Auswirkungen auf die Politik
Frauen wählen im Durchschnitt anders als Männer. Die Ursachen dafür sind wissenschaftlich nicht abschließend geklärt. Zu den möglichen Gründen gehören eine größere Risikoaversion von Frauen, und ihre relativ stärkere Anfälligkeit für Einkommenseinbrüche nach Scheidungen.
Die Einführung des Frauenwahlrechts in den Vereinigten Staaten hat bis heute bedeutende Effekte auf die Politik. Sie führte zu signifikanten Ausdehnungen der bundesstaatlichen Ausgaben und Einnahmen. Ähnliche Veränderungen ergaben sich auf Bundesebene, wo sich die Wahlergebnisse zugunsten der Demokraten verschoben. Im Senat war das Frauenwahlrecht für eine Veränderung des Verhältnisses zwischen Republikanern und Demokraten von fast 20 % verantwortlich.

## Das Frauenwahlrecht in Europa
Auslöser für die Entstehung einer europäischen Frauenwahlrechtsbewegung waren:
1. Wahlrechtsreformen, die ausschließlich Männern zugutekamen und Frauen ignorierten,
2. Wahlgesetze, die einer Minderheit von privilegierten Frauen das Wahlrecht entzogen, das sie wie in Großbritannien und Österreich traditionell besaßen, und
3. das Erstarken von Frauenbewegungen, die nicht nur bürgerliche, sondern auch politische Rechte erstrebten. In den mittel- und osteuropäischen Ländern, die von Russland, Österreich und Preußen beherrscht waren, konnte sich keine eigenständige Frauenbewegung entwickeln. Hier gab es nur wenige Stimmen nach Frauenrechten; der Kampf um nationale Unabhängigkeit hatte Priorität.

Im mittleren Europa haben fast alle Länder nach dem Ersten Weltkrieg das Frauenwahlrecht eingeführt. In den meisten dieser Staaten vollzog sich um 1918 ein vollständiger Umbruch, der entweder im Zuge einer Revolution oder einer neuen Staatsgründung die Einführung des allgemeinen Wahlrechts für beide Geschlechter umfasste.
Die meisten südlichen und südöstlichen Länder erlangten nach dem Zweiten Weltkrieg bzw. in der Nachkriegszeit das Frauenstimmrecht, wobei auch Belgien und Frankreich in diese Zeitschiene fallen. In den romanischen Ländern, in denen der Code civil bzw. ein patriarchales, nicht entkonfessionalisiertes Rechtssystem galt, war die Unmündigkeit der Frauen stärker in der Gesellschaft verankert. Feudal-agrarische Strukturen und der dominante Einfluss der Kirche prägten noch in der ersten Hälfte des 20. Jahrhunderts die Geschlechterordnung. In vielen südlichen Ländern wurde der Wert der Frauenaktivitäten erst im Widerstand gegen die deutsche Besatzung im Zweiten Weltkrieg anerkannt, worauf sie als „Belohnung“ bzw. Gegenleistung das Wahlrecht bekamen.
In der Schweiz und in Liechtenstein hing die Einführung des Frauenwahlrechts von einer männlichen Volksabstimmung ab, was den Kampf der Frauen sehr erschwerte. Denn gegen einen Beschluss der Regierung ließ sich leichter protestieren als gegen ein „Volksnein“.
Portugal und Spanien waren durch eine lange Diktatur eines autoritären Regimes geprägt, das in Portugal ein allgemeines Frauenstimmrecht verhinderte und in Spanien die früheren frauenpolitischen Errungenschaften rückgängig machte. So dauerte es in beiden Ländern bis zum Ende der Diktatur Mitte der 1970er Jahre, bis die Frauen in den Besitz ihrer Bürgerrechte kamen. Auch in anderen Staaten verhinderten autoritäre bzw. faschistische Regime wie in Italien (bis 1946) und Bulgarien die Durchsetzung des allgemeinen Frauenwahlrechts.

In Deutschland wurde 2019 das hundertjährige Jubiläum der Einführung des Frauenwahlrechts als Weg zu einer wirklichen Demokratie gefeiert. Das Frauenwahllokal Potsdam hat die Geschichte aufgearbeitet und ist dafür ausgezeichnet worden.

## Internationale Vernetzung
1904 gründete sich in Berlin der Weltbund für Frauenstimmrecht (engl. International Woman Suffrage Alliance später International Alliance of Women). Eines seiner Ziele war es, die stimmrechtliche Distanz zwischen den Geschlechtern zu verringern. Wie weltweit üblich waren sich die Frauenrechtlerinnen in der Frage uneins, ob sie lediglich ein Wahlrecht fordern sollten, wie es die Männer innehatten (was unter Umständen ein Zensuswahlrecht sein konnte, eine Position, die prominente Personen der Bewegung wie John Stuart Mill vertraten), oder ob sie überall die Ausweitung auf ein gleiches und allgemeines Wahlrecht für Männer und Frauen fordern sollten. Der Weltbund war ein wichtiger Motor, der mit seinen regelmäßigen Kongressen für eine weltweite Vernetzung sorgte und einzelne Frauen sowie Gruppen aus vielen Ländern motivierte, sich für ihre Rechte einzusetzen. Er nahm aber nur die jeweilige Dachorganisation eines Staates auf. Daher waren Frauen aus Ländern, die damals nicht als eigene Staaten existierten, wie Polen, Tschechien oder die baltischen Staaten nicht im Weltbund vertreten und fanden kein Gehör für ihre Forderung nach nationaler Unabhängigkeit, die oft verbunden war mit politischen Rechten für Frauen und Männer.

## Politikerinnen

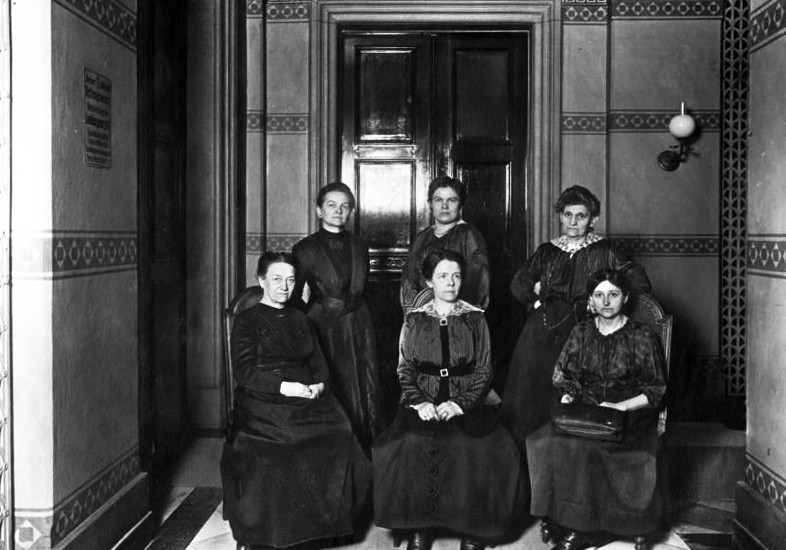
Weibliche Stadtverordnete in Berlin, 1919: Martha Hoppe, Helene Schmitz, Martha Wygodzinski, Martha Shiroa, Liesbeth Riedger, Anna Kulicke

Neben dem aktiven Wahlrecht (also dem Recht zu wählen) gibt es das passive Wahlrecht (das Recht, gewählt zu werden). Nach Einführung des vollen Wahlrechts dauerte es jedoch noch, bis erste Frauen in politische Spitzenämter gewählt wurden. In der Öffentlichkeit wird besonders wahrgenommen, wenn zum ersten Mal eine Frau ein politisches Spitzenamt besetzt.
Als Männerdomäne gilt in vielen Ländern das Amt des Verteidigungsministers, Frauen auf diesem Posten sind/waren:
- Albanien: Mimi Kodheli (2013–2017), Olta Xhaçka (2017–2021)
- Dänemark: Trine Bramsen (seit 2019)
- Deutschland: Ursula von der Leyen (2013–2019), Annegret Kramp-Karrenbauer (2019–2021), Christine Lambrecht (2021–2023)
- Ecuador: Guadalupe Larriva
- Finnland: Elisabeth Rehn
- Frankreich: Michèle Alliot-Marie (2002–2007), Florence Parly (2017–2022)
- Japan: Yuriko Koike
- Spanien: Carme Chacón
- Litauen: Rasa Juknevičienė
- Norwegen: Kristin Krohn Devold, Eldbjørg Løwer
- Österreich: Klaudia Tanner (seit 2020)
- Schweiz: Viola Amherd (seit 2019)
- Slowenien: Ljubica Jelušič
- Tschechien: Vlasta Parkanová, Karolína Peake, Karla Šlechtová

## Antifeminismus
In fast allen Staaten reagierten Menschen mit den gleichen Vorbehalten auf die Forderung von Frauen nach politischer Partizipation. Unterstützt von der antifeministischen Strömung, wurde in allen Ländern (inklusive der USA) immer wieder die „natürliche“ Bestimmung der Frau ins Feld geführt, die sie für die Arbeit im Hause prädestiniere, während die Politik in die männliche Welt gehöre. Man dachte aber auch, dass Frauen wegen ihrer sozialen Rolle nicht unabhängig urteilen könnten. Britische Reformer verhinderten zum Reform Act 1867 ein Frauenwahlrecht vor allem deshalb, weil es politische Differenzen innerhalb von Familien zwischen den Ehepartnern verursachen könnte. Aus diesem Grund wurde in Skandinavien und Großbritannien zunächst nur für ledige und verwitwete Frauen das kommunale Wahlrecht eingeführt – mit der offiziellen Begründung, dass verheiratete Frauen schon durch ihre Ehemänner vertreten seien.
Frauen hatten gegen geschlechtsspezifische Barrieren zu kämpfen, von denen Männer nicht betroffen waren. In einigen katholischen Staaten wie Belgien, Italien und im orthodoxen Bulgarien wurde verheirateten Müttern das kommunale Wahlrecht zuerst zugestanden, weil sie als „wertvoller“ galten als kinderlose Frauen. Man kam dagegen nie auf die Idee, bei Männern die Wahlberechtigung von der Zeugung ehelicher Kinder abhängig zu machen. Diese hatten die Wehrpflicht als Voraussetzung der gleichen Rechte.
Um die angeblich unvorhersehbaren Folgen eines Frauenstimmrechts zu minimieren, diskutierten die Parlamentarier alle möglichen Formen eines spezifisch weiblichen Zensuswahlrechts. In einigen Staaten wie in Griechenland wurde für Frauen ein gewisses Bildungszensuswahlrecht eingeführt; im Gegensatz zu männlichen Wählern mussten sie Schulbildung nachweisen. In England, Ungarn und Island unterlagen Frauen zeitweise einem Alterszensuswahlrecht, dem zufolge sie erst mit 30 bzw. 40 Jahren ihr Wahlrecht ausüben konnten. Eine weitere Form war das Moralzensuswahlrecht, welches Prostituierten in Österreich, Spanien und Italien zunächst das Wahlrecht vorenthielt.

## Dokumentationen
- Die Hälfte der Welt gehört uns: Als Frauen das Wahlrecht erkämpften. Zweiteilige Fernsehdokumentation von Annette Baumeister (WDR/NDR, Deutschland 2018).